# 小行星12391
小行星12391（12391 Ecoadachi）是一颗绕太阳运转的小行星，为主小行星带小行星。该小行星于1994年11月发现。

## 轨道参数
小行星12391的轨道半长轴为411 342 913 km（2.7496184 UA），离心率为0.214。